# Stefan Palm (Politiker)
Stefan Palm (* 12. April 1979 in Merzig) ist ein deutscher Politiker (CDU). Seit Juni 2012 bis zu seinem  Ausscheiden nach der Landtagswahl 2017 war er Mitglied des Saarländischen Landtags.
Palm besuchte die Grundschule Losheim und das Peter-Wust-Gymnasium in Merzig. Nachdem er die Schule mit dem Abitur verließ, leistete er seinen Zivildienst als Rettungssanitäter an den Rettungswachen Wadern und Losheim ab. Er studierte Landwirtschaft an der Fachhochschule Bingen und beendete das Studium mit dem Abschluss zum Diplom-Ingenieur. 
Palm ist seit 1999 Mitglied der CDU. Seit 2004 gehört er dem Vorstand des CDU-Ortsverbandes Losheim am See an. 2006 wurde er stellvertretender Vorsitzender, 2008 Vorsitzender des Gemeindeverbandes Losheim. Seit 2011 ist er zudem stellvertretender Vorsitzender des Kreisverbandes Merzig-Wadern.
Palm gehört seit 2004 dem Losheimer Gemeinderat an, in dem er seit 2009 stellvertretender Fraktionsvorsitzender ist. Ebenfalls seit 2009 ist er Ortsvorsteher des Ortsteils Losheim. Nachdem er bereits von 2008 an als wissenschaftlicher Mitarbeiter für die CDU-Fraktion im Landtag gearbeitet hatte, zog er im Juni 2012 als Abgeordneter in den Landtag ein. Er ist Nachrücker für die ausgeschiedene Helma Kuhn-Theis.